# Podprefektura Hiyama
Podprefektura Hiyama (jap. 檜山振興局 Hiyama-shinkō-kyoku) – podprefektura w Japonii, w prefekturze Hokkaido, na półwyspie Oshima na Morzu Japońskim. W skład podprefektury wchodzi wyspa Okushiri. Podprefektura ma powierzchnię 2 630,29 km². W 2020 r. mieszkało w niej 33 609 osób, w 15 690 gospodarstwach domowych  (w 2010 r. 42 058 osób, w 17 822 gospodarstwach domowych) .

## Podział administracyjny
W skład podprefektury wchodzi 7 mniejszych miast (chō).
| Nazwa                | Nazwa               | Nazwa      | Powierzchnia (km²) | Ludność | Kod jednostki | Mapa |
| Polska nazwa         | Rōmaji              | Kanji      | Powierzchnia (km²) | Ludność | Kod jednostki | Mapa |
| -------------------- | ------------------- | ---------- | ------------------ | ------- | ------------- | ---- |
| Assabu               | Assabu-chō          | 厚沢部町   | 460,58             | 3 592   | 01363         |      |
| Esashi (stolica)     | Esashi-chō          | 江差町     | 109,48             | 7 428   | 01361         |      |
| Imakane              | Imakane-chō         | 今金町     | 568,25             | 5 072   | 01370         |      |
| Kaminokuni           | Kaminokuni-chō      | 上ノ国町   | 547,71             | 4 306   | 01362         |      |
| Okushiri             | Okushiri-chō        | 奥尻町     | 142,99             | 2 410   | 01367         |      |
| Otobe                | Otobe-chō           | 乙部町     | 162,59             | 3 403   | 01364         |      |
| Setana               | Setana-chō          | せたな町   | 638,68             | 7 398   | 01371         |      |
| Podprefektura Hiyama | Hiyama-shinkō-kyoku | 檜山振興局 | 2 630,29           | 33 609  | 01360         |      |